# Hime microps
Hime microps är en fiskart som beskrevs av Nikolai V. Parin och Kotlyar, 1989. Hime microps ingår i släktet Hime och familjen Aulopidae. Inga underarter finns listade i Catalogue of Life.